# 伊香保温泉獣人
伊香保温泉獣人（いかほおんせんじゅうじん）は、群馬県の都市伝説、またはその主人公のUMAの名称。2006年に足跡が発見され、スポーツ新聞で報道されたことにより広まった。

## 沿革
2006年1月初旬、漫画家の善在しるこは、伊香保温泉から車で20分ほどの場所で奇妙な足跡を発見、携帯電話で撮影する。ひとり息子とともに親族の家を訪れ、散歩中に発見したのだという。
動物に詳しいと自負する善在は「雪の様子からみて足跡ができてから2日以内」「指が3本ならば鳥類かと思うが、足跡のめりこみ具合からサイズの割に体重はありそう。鳥類ではないだろう。かかとを地面につけて歩くから2本足歩行だろうが、長さ8センチの足跡を残す2本足歩行の動物は心当たりがない」と考察している。
現地住民によると、この付近には以前から謎の生物の目撃証言がある。ある住民は「1メートルもあるカワウソのような生物が立って歩くのを見たという人がいる」と『東京スポーツ』の取材に答えている。また、別の住民は「80センチくらいで毛だらけの2本足歩行する生物の噂がある。雪男の小型版という話だ」と述べる。オカルト評論家の山口敏太郎は、このUMAを伊香保温泉獣人と仮に呼ぶことにしたが、2023年現在報道などでもこの名称で呼ばれている。
2000年代初頭、伊香保近くの森林地帯で伊香保温泉獣人を目撃したという情報もある。目撃者によると「池のほとりを散歩していたところ、人がいたので近寄ってみると全身毛だらけの類人猿だった。怪物はそのまま立ち去った」とのことだが、山口敏太郎はこの証言をもとに伊香保温泉獣人はニホンザルの大型の個体ではないかと考察している。
2023年、フランスのUMA研究者・ヴィルジールVirgilは、伊香保温泉獣人の足跡の写真について「指が3本しかないように見える。サルというよりは鳥類に似た形状だといえる」「雪の上には足跡が2つしか残されておらず、現場まで歩いてきた痕跡がない。どこからか飛んできたかのようだ」「一つは深く踏み込んだような足跡だがもう一つは浅い。人間がその場で大きくジャンプするために踏み切った時に残される足跡と似ている。周囲に同じ生物が残した足跡がないという点と、鳥に似た形状の足跡である点を踏まえると、大型の飛行できる生物であった可能性が高い」とコメントした。